# Fabiana Baiana
Pour les articles homonymes, voir Silva et Simões (homonymie).

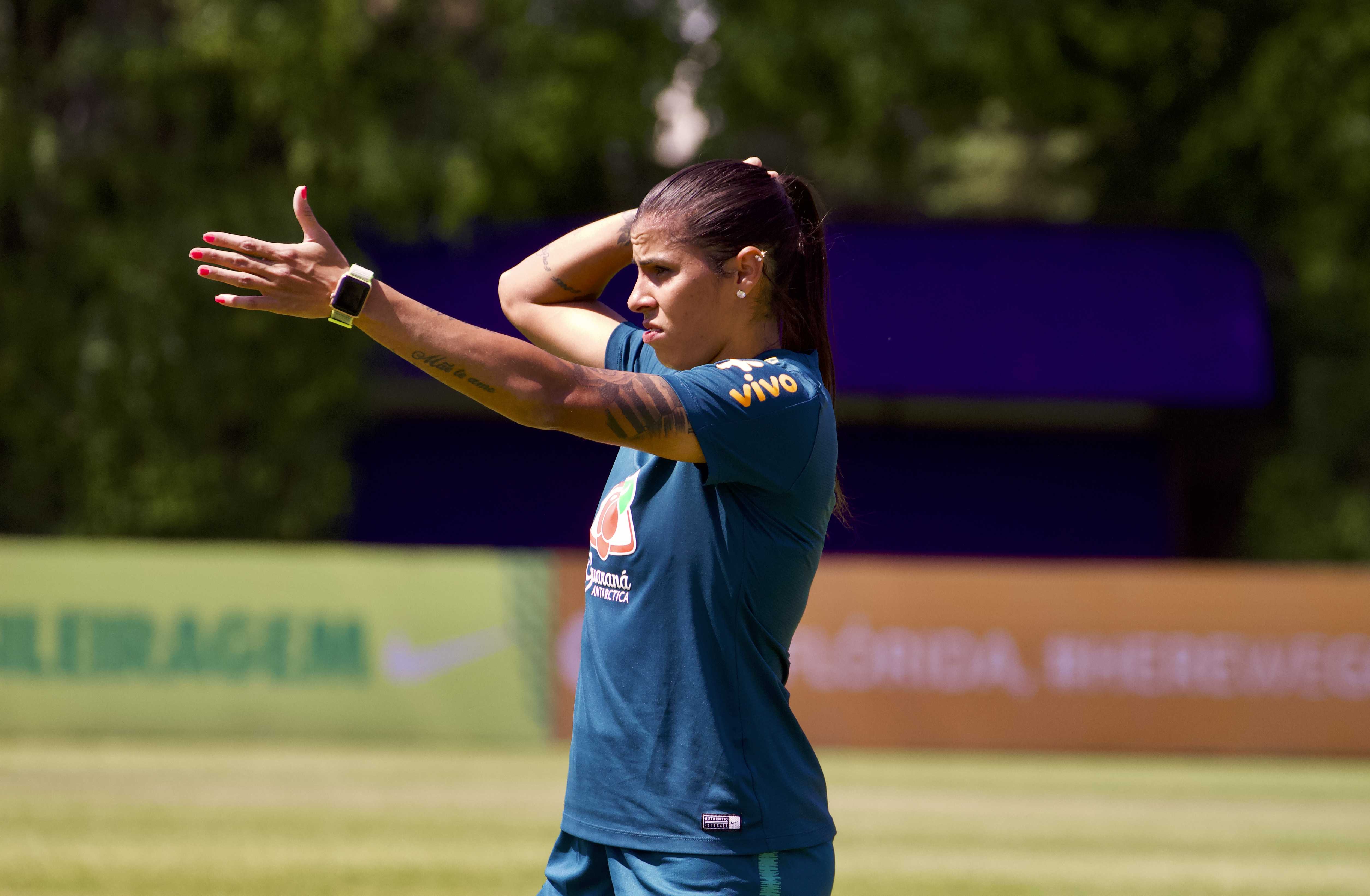
Fabiana a l entrainement de la selection bresilienne, Sao Paolo 2019

Fabiana da Silva Simões, plus connue comme Fabiana ou Fabiana Baiana, née le 4 août 1989 à Salvador (Brésil), est une footballeuse internationale brésilienne qui joue au poste de latéral droit avec le FC Barcelone.

## Biographie
Elle joue la saison 2007-2008 avec le club espagnol du Sporting de Huelva. En 2009 et 2010, elle joue aux États-Unis avec les Breakers de Boston.
Elle débute avec l'équipe du Brésil en novembre 2006 et remporte la médaille d'argent aux Jeux olympiques de 2008 à Pékin. Elle a participé à la Coupe du monde de 2011 en Allemagne, aux Jeux olympiques de 2012 et 2016 et à la Coupe du monde de 2015 au Canada.
En juillet 2017, elle rejoint le FC Barcelone.

## Palmarès

### En sélection
- Médaillée d'argent des Jeux olympiques de 2008
- Vainqueur de la Copa América féminine 2014
- Vainqueur des Jeux panaméricains de 2015
- Troisième de la Coupe du monde féminine de football des moins de 20 ans 2006

### En club
- Vainqueur de la Copa Libertadores féminine 2013
- Championne de Russie en 2012
- Championne de Chine en 2016